# Даніель Беконо
Даніель Беконо (фр. Daniel Bekono, нар. 31 травня 1978, Яунде) — камерунський футболіст, що грав на позиції воротаря за камерунські і болгарські клубні команди, а також національну збірну Камеруну.
Олімпійський чемпіон 2000 року і володар Кубка африканських націй 2000. 

## Клубна кар'єра
У дорослому футболі дебютував 1999 року виступами за команду «Канон Яунде», в якій провів три сезони. 
Протягом 2003 року захищав кольори клубу «Фову Багам», після чого був запрошений до болгарського «Бероє». Протягом чотирьох років, проведених у команді зі Старої Загори, не став беззаперечним основним голкіпером, проте стабільно отримував ігровий час.
На початку 2008 року на правах вільного агента приєднався до ЦСКА (Софія), в якому став резервним воротарем, зокрема не провівши жодної гри у переможному для столичних «армійців» сезоні 2007/08. Про завершення професійної кар'єри футболіста оголосив навесні 2010 року.

## Виступи за збірні
У складі олімпійської збірної Камеруну був основним воротарем на Олімпійських іграх 2000 року у Сіднеї, де камерунці здобули золоті олімпійські медалі.
1999 року провів свою першу гру у складі національної збірної Камеруну. Наступного року поїхав на Кубок африканських націй 2000 року, що проходив у Гані та Нігерії і де камерунська команда здобула титул континентального чемпіона. Проте ані в матчах цього турніру, ані після нього Беконо на поле у формі збірної не виходив.

## Титули і досягнення
- Володар Кубка африканських націй (1):

Камерун: 2000
- Олімпійський чемпіон (1):

Камерун: 2000
- Чемпіон Болгарії (1):

ЦСКА (Софія): 2007-2008